# グラカン
グラカン（Gerakan、マレー語名称 ：“Parti Gerakan Rakyat Malaysia”、マレーシア民政運動党）は、1968年に設立されたマレーシアの政党である。

グラカンのシンボル

グラカンの党旗

## 概説
かつて統一マレー国民組織（UMNO）、マレーシア華人協会（MCA）、マレーシア・インド人会議（MIC）などと与党連合国民戦線を形成していたが、与党連合に参加したのが1969年の5月13日事件以降であり、アジア地域のリベラル政党の国際ネットワークであるアジア・リベラル民主評議会（CALD）に加盟するなど、与党のなかでは比較的リベラルな政党とされていた。主な支持基盤は華人中心に置くものの多民族政党を標榜しており、MCAが華人のみに門戸開放しているのとは違って、他の民族にも党員がいる（華人80%、インド系15%、その他マレー系）。前党首のリム・ケンヤクはエネルギー水通信大臣を務めた。
2008年総選挙では与党批判の中で大幅に議席を失い、2議席にとどまった。更に2018年の政権交代では全ての議席を失い国民戦線から離脱、現在は独立系政党として活動しており、自らを第三勢力と位置付けている。
2020年民政運動党国家主席のラウ・ワ・チョイはオンライン記者会見を開始し、ムヒディン・ヤシン率いる国民同盟の政権を全面的に支持することを発表し、民政運動党が国民同盟への参加を申請することを明らかにした。 この発表を受けて、ペナン・サウスチャイナ病院ストリート支部長のルー・キアット・サン氏は、ラウ・ワウ・チョイ氏が、ヒズブル・ムジャヒディーン政権時代にはマハティール・モハマド氏やアンワル氏を支持し、シェラトン・クーデターで離反した正義党のアズミン元党首代理にオリーブの枝を差し伸べ、最終的には第8代首相のムヒディン・ヤシン氏を支持すると発表したことは、「日和見主義」であると批判しました。 8月1日にFacebookで発表されたことで、スタンレー・ラウは、自分の会員資格が民政運動党によって凍結されたことを明らかにしました。 ラウ・ワウ・チョイは、今年の4月から5月にかけて、民政運動党のCWC（中央作業委員会）でNLDへの参加申請を行い、CC（中央委員会）で党の決議として承認されたため、手続きを踏んだと説明した。

## 歴代総裁
- サイド・フセイン・アラタス ms:Syed Hussein Alatas 1968年-1969年
- 林蒼佑 ms:Lim Chong Eu 1969年-1980年
- 林敬益 ms:Lim Keng Yaik 1980年-2007年[2]
- 許子根 ms:Koh Tsu Koon 2007年-2013年
- 馬袖強 ms:Mah Siew Keong 2013年-2018年
- 劉華才 ms:Dominic Lau Hoe Chai 2018年-